# УАЗ-469
УАЗ-469 — повнопривідний легковий автомобіль підвищеної прохідності (позашляховик), що виробляється на Ульянівському автомобільному заводі. Це перший у світі повністю понтонний повний привід у масовому виробництві. Автівка широко використовувалася в радянській армії, а також у країнах Варшавського договору. Серійний випуск УАЗ-469 розпочато в 1964 році. У 1985 році розпочато випуск модернізованої моделі УАЗ-3151 з нормалізованим галузевим індексом. Її випуск в 2003 році був обмежений тільки редукторною (3151) і експортними (31512, 31514 і 31519) версіями в зв'язку з переходом на модернізовану модель УАЗ-315195 «Хантер» для внутрішнього ринку.
Починаючи з квітня протягом 2010 року була виготовлена обмежена серія позашляховиків під умовною маркетинговою назвою «469» (заводський індекс УАЗ-315196).

## Історія

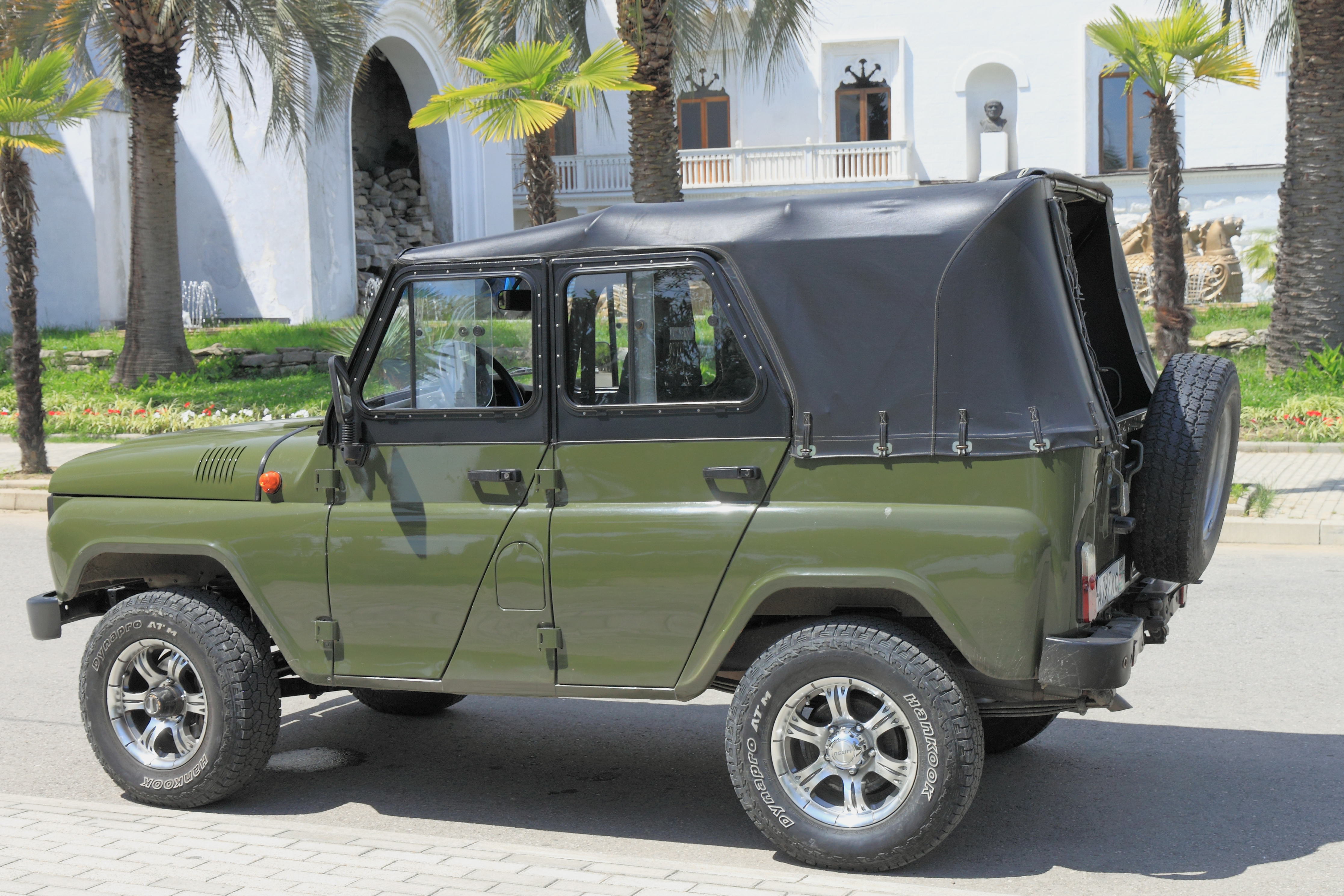
УАЗ-469

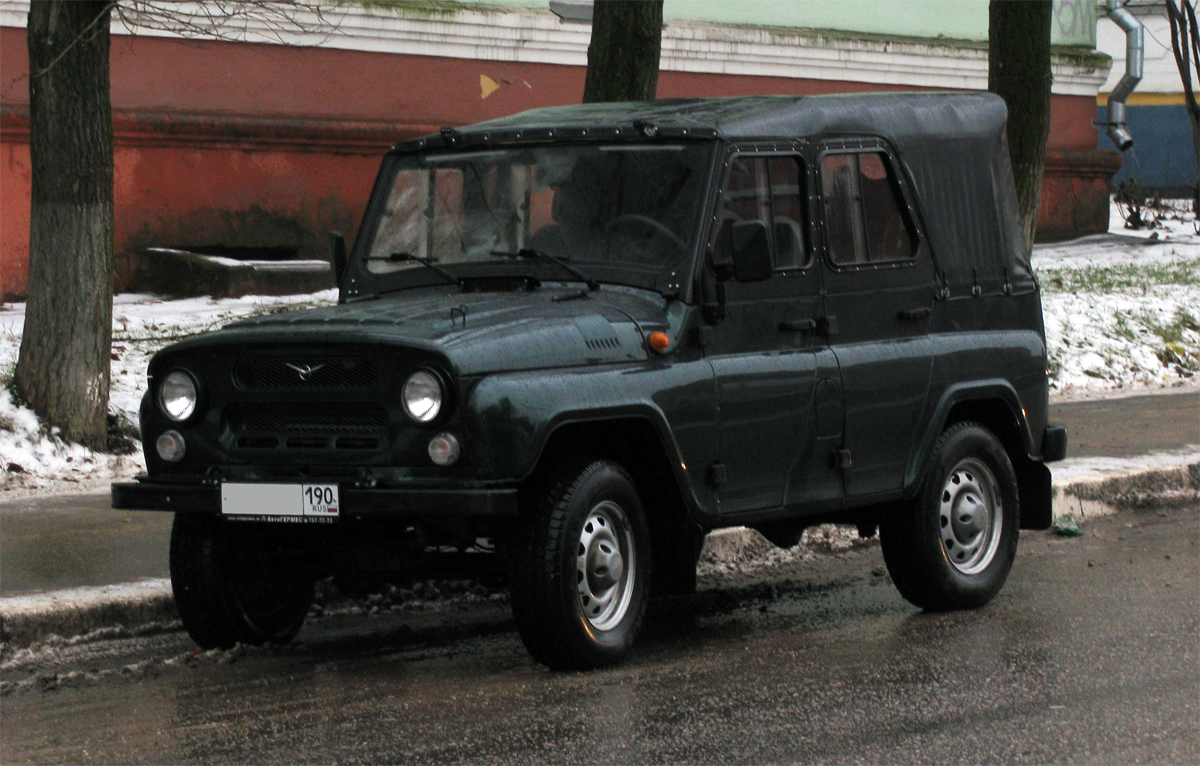
УАЗ-315196

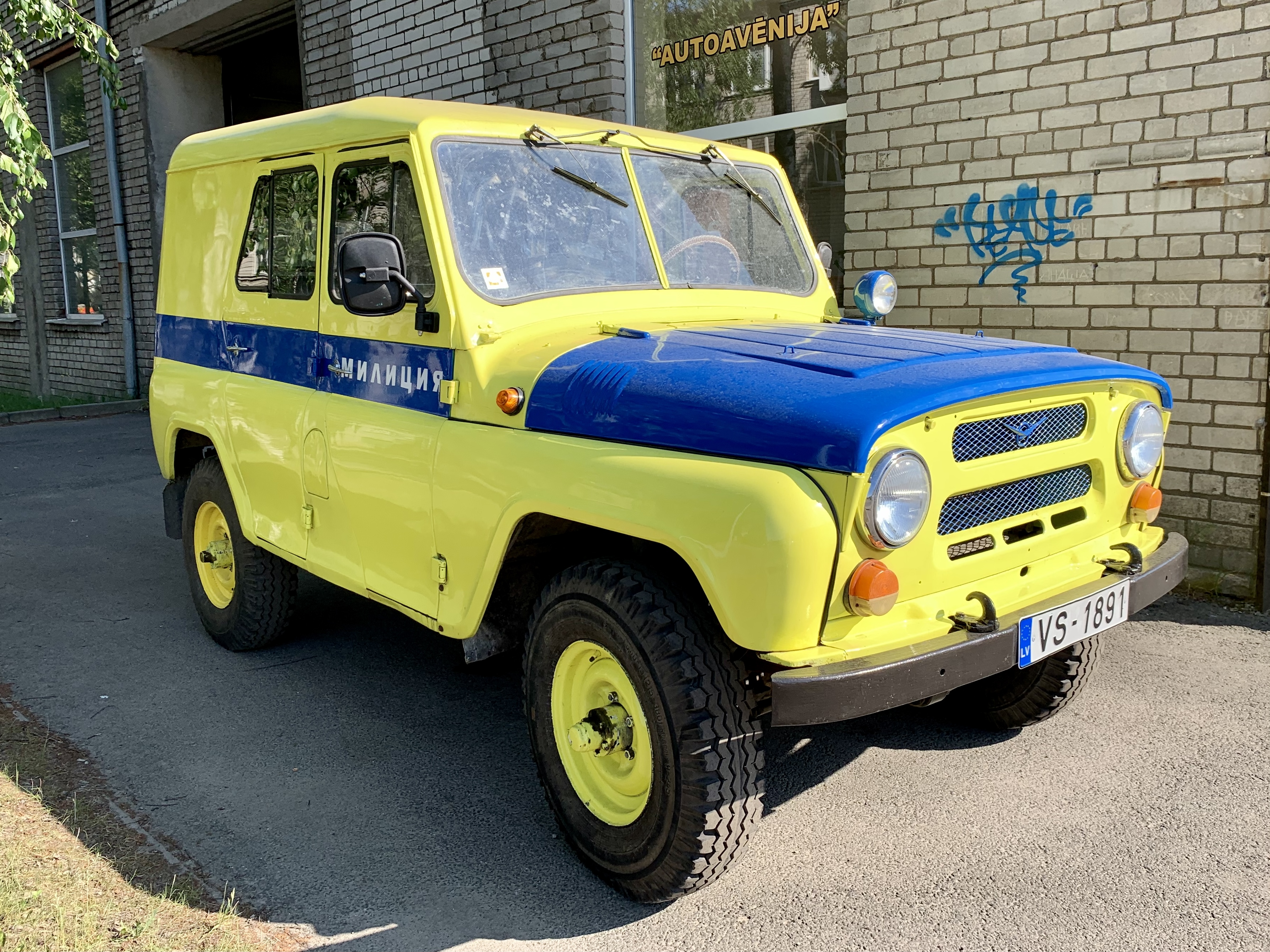
УАЗ-469АП

УАЗ-469 був розроблений для транспортування вантажів, людей і буксирних трейлерів на всіх типах доріг. Розробка автомобіля почалася в 1961 році, на наступний рік був побудований перший дослідний зразок. Автомобіль схожий на американський джип — міцний утилітарний позашляховик, але не дуже зручний.
Перші УАЗ-469 зійшли з конвеєра автозаводу Ульянівського 15 грудня 1972 року. Вони прийшли на зміну ГАЗ (УАЗ) −69. Як агрегатна база значною мірою використовувалася добре знайома механікам тих років, відома надійністю і конструктивним запасом міцності «Волга» ГАЗ-21.
У серпні 1974 року три зовсім стандартних (без лебідок і протибуксувальних ланцюгів) автомобіля УАЗ-469 під час випробувального пробігу досягли льодовика на горі Ельбрус на висоті 4000 метрів.
Під індексом УАЗ-469 машина випускалася до 1985 року, після чого відповідно до галузевої системи 1966 отримала чотиризначний номер УАЗ-3151 (індекс УАЗ-31512 отримала цивільна модифікація 469Б).
У лютому 2010 року Ульянівський автомобільний завод оголосив про відновлення виробництва в обмеженій партії моделі під назвою «УАЗ-469» (індекс УАЗ-315196). У конструкцію внесені зміни, що підвищують комфорт (пружинна передня підвіска, дискові гальма, гідропідсилювач керма, двигун ЗМЗ-4091 112 к.с.), проте застосовуються і рішення, що використовувалися в оригінальній конструкції (розрізні мости «Тімкен», металеві бампера, відкидний борт). Автомобіль коштує на 30 % дешевше УАЗ Хантер і повинен зайняти місце серед бюджетних рішень. Всього до грудня 2010 року було виготовлено 4650 автомобілів УАЗ-315196.

## Конструкція

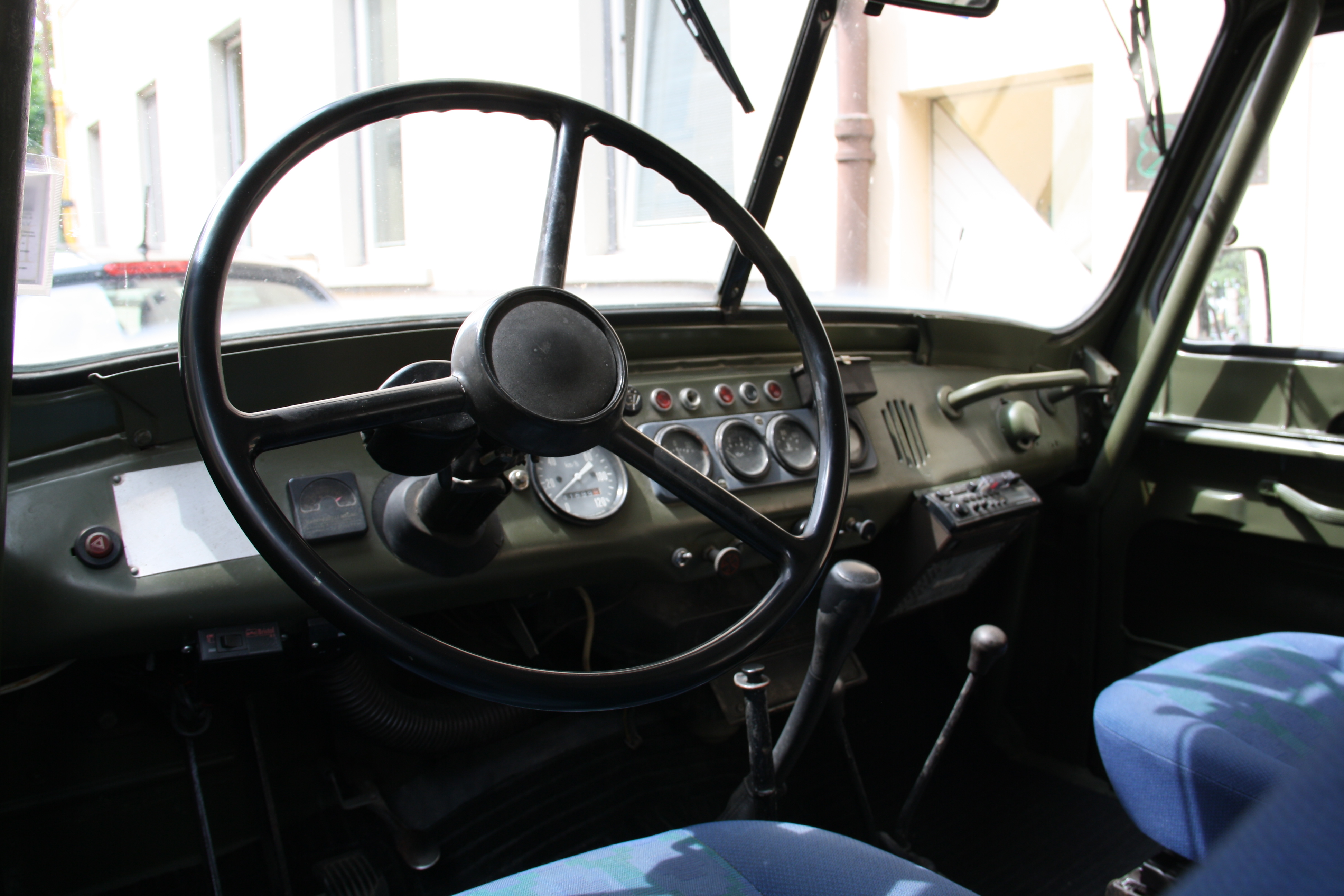
Салон УАЗ-469

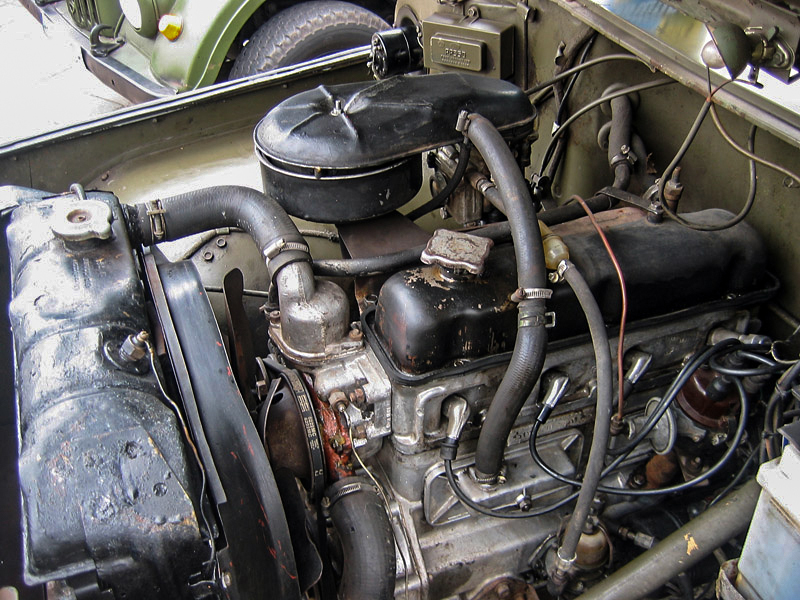
Двигун УМЗ-451МІ

### Кузов
Кузов автомобіля чотиридверний, семимісний з м'яким тентовим верхом, змонтований на рамі. Рама всюдихода зварена складається з двох лонжеронів, з'єднаних між собою п'ятьма поперечками. Одна з поперечин (друга спереду) кріпиться болтами на кронштейнах рами. Болтове кріплення цієї поперечки передбачено для полегшення зняття і установки двигуна.
УАЗ-469 перевозить 7 пасажирів і 100 кг багажу або двох пасажирів і 600 кг. Автомобіль може буксирувати причіп масою 850 кг.
Ємність паливних баків, л: 2 х 39.
В 1980 році на УАЗиках поміняли зовнішню світлотехніку. Покажчики поворотів спереду і ззаду отримали помаранчеві плафони, а збоку на капоті з'явився повторювач покажчика поворотів.

### Двигун
На автомобілі встановлюється рядний 4-циліндровий 2,445-літровий двигун УМЗ-451МІ з верхнім розташуванням клапанів потужністю 75 к.с. при 4000 об/хв. Паливо — бензин А-72 або А-76. Витрата палива при 90 км/год: 16,0 л/100 км.
З 1983 року на машині встановлюється двигун, моделі УМЗ-414, потужністю 77 к.с.
Рік по тому в системі охолодження з'явився розширювальний бачок і герметична пробка.

### Шасі

#### Трансмісія

##### Тип приводу
Повний привід з можливістю підключити передній міст.

##### Зчеплення
Зчеплення сухе, однодискове, складається з натискного диска з кожухом, нажимними пружинами і відтяжними важелями в зборі; веденого диска з фрикційними накладками і гасителями крутильних коливань в зборі.

##### Коробка передач
Коробка передач механічна, має чотири передачі для руху вперед і одну — для руху назад. Забезпечена синхронізаторами інерційного типу для полегшення включення третьої і четвертої передач.

##### Мости
Передній і задній мости ведучі, нерозрізні. Для збільшення дорожнього просвіту (кліренсу) до 300 мм і розширення діапазону силового трансмісії були застосовані мости з зменшеними картерами головних передач і бортовими редукторами, в яких встановлювалися понижувальні передачі (але не на цивільному варіанті).

#### Ходова частина

##### Підвіска
Підвіска автомобіля УАЗ-469 складається з чотирьох поздовжніх напівеліптичних ресор, що працюють спільно з чотирма телескопічними гідравлічними амортизаторами (до 1980 року замість амортизаторів застосовували важелі). Передні і задні амортизатори однакові за конструкцією і взаємозамінні.
Ресора УАЗ-469 передньої підвіски складається з восьми листів. Перші два листа мають товщину 7 мм, інші листи — 6 мм. Довжина ресори 1100 мм, ширина 55 мм.
Ресора задньої підвіски автомобіля УАЗ-469 складається з дев'яти листів. Листи мають товщину 7 мм. Довжина ресори 1250 мм.

##### Колеса
На автомобілі встановлені колеса, що складаються із штампованих дисків і приварених до них ободів. Шини пневматичні, шестишарові, низького тиску, камерні; випускаються промисловістю двох моделей, що відрізняються одна від одної малюнком протектора.
Запасне колесо встановлюється позаду автомобіля на спеціальному відкидному кронштейні.

### Електрообладнання
Електрообладнання автомобіля — 12-вольтове, електропроводка одно провідна, негативний полюс джерел струму з'єднаний з «масою».

## Армійська версія УАЗ-3151
В 1985 році всюдихід був модернізований, армійська версія, відповідно до нової класифікації, одержала індекс УАЗ-3151. На машинах з'явилися:
- Гідравлічний привід вимикання зчеплення;
- Карданні вали з радіально-торцевим ущільненням підшипників;
- Нові освітлювальні прилади;
- Омивач лобового скла з електричним приводом;
- Підвісні педалі зчеплення і гальма;
- Провідні мости підвищеної надійності зі зміненим значенням передавального числа головної пари і колісними редукторами;
- Гальмівна система з двоконтурним приводом і сигнальним пристроєм;
- Розрізна рульова колонка;
- Ефективніший і надійніший нагрівник;
- На частині машин повністю синхронізована 4-ступінчаста коробка передач, вакуумний підсилювач гальм;
- Потужність двигуна УМЗ-414 підвищена до 80 к.с.;
- Максимальна швидкість автомобіля зросла до 110—115 км / год.

## Модифікації
- УАЗ-469 — «військова» версія з колісними редукторами
- УАЗ-469Б — «цивільна» безредукторна версія
- УАЗ-469БІ — версія 469Б з екранованим електроустаткуванням (наприклад, для Р-403М — радіорелейної приймальнопередавальної УКХ станції)
- УАЗ-469БГ — медичний, обладнаний місцями для медперсоналу і носилками.
- УАЗ-469Х — машина радіаційно-хімічної боротьби
- УАЗ-469АП — патрульна міліцейська версія, на якій встановлювалася суцільнометалевий дах, між заднім рядом сидінь і «кормовими» бічними сидіннями стояла залізна решітка, задні двері зачинялися зовні на замок, вікно в ній було загратоване.

### Несерійні
- УАЗ-3907 Ягуар — автомобіль-амфібія на базі УАЗ-469. На амфібії перед заднім мостом встановлені 2 гребних гвинта.
- УАЗ-Марторелла — варіант УАЗ-469Б, експортувати в Італію, де автомобіль істотно допрацьовувався. Було кілька модифікацій:
  - з «рідним» бензиновим двигуном УМЗ-451М (2500 см3, 75 к.с.) називалася UAZ-Explorer,
  - з дизелем Peugeot XD2 (2500 см3, 76 к.с.) — UAZ-Marathon,
  - з турбодизелем фірми Вітторіо Марторелла VM (2400 см3, 100 к.с.) — UAZ-Dakar,
  - з бензиновим двигуном FIAT (2000 см3, 112 к.с.) — UAZ-Racing

## Оператори

### Україна
Армійські УАЗи дісталися ЗСУ у спадок від радянської армії.
1 березня 2021 року міністерство оборони України оголосило конкурс на розроблення багатоцільового автомобіля, що замінить радянські УАЗи. Для цього було відкрито дослідно-конструкторську роботу (ДКР) «Сайгак», яку мають здійснити у першій половині 2021 року за кошти виконавців.

## Спорт
В 1978 році в Санремо Мартолетті на УАЗ-469 отримав нагороду, — срібний домкрат, — за перемогу на чемпіонаті Італії з автокросу.

## В ігровій та сувенірній продукції
Випускався з 1981 року на заводі Радон з номером А34 на днищі.
В 2009 році модель УАЗ-469 у масштабі 1:43 кольору хакі вийшла в рамках проекту «Автолегенды СССР» від видавництва «ДеАгостіні».
У грі Повний привід: УАЗ 4x4. Уральський заклик був доданий УАЗ-469.

## Цікаві факти
- За традицією, що склалася серед шоферів, модель позашляховика «УАЗ 469» отримала назву «Бобік», за аналогією з жаргонною назвою «ГАЗ-69» — «Козлик».

- Серійний «УАЗ 469» встановив новий світовий рекорд за місткістю серед легковиків.[3] Всередині позашляховика одночасно розмістилося 32 дорослі людини (приблизно стільки ж пасажирських місць є в рейсовому автобусі). Загальна вага пасажирів разом із водієм склала 1900 кг, що співмірно з вагою африканського слона. «УАЗ 469» з повним завантаженням проїхав 10 м, як цього вимагають умови для встановлення світового рекорду. Рекорд був зареєстрований Міжнародним агентством рекордів і досягнень. У підготовці і встановленні рекорду брали участь студенти і викладачі Державного училища циркового і Естрадного мистецтва імені М. Н. Румянцева, РФ. Попередній рекорд належав седану Kia Spectra, який зміг вмістити 23 людини.

- У ході конфлікту на сході України у складі 11-го батальйону Київська Русь перебував саморобний броньовик «Скорпіон»), виготовлений на базі УАЗ-469.